# 昆西 (密西西比州)
昆西（英語：Quincy）是位於美國密西西比州門羅縣的非建制地區。

## 歷史
昆西的郵局於1827年設立，其後於1956年停運。當地於1900年時有人口32人。

## 地理
昆西所處的海拔為高於海平面118米（即387英呎），而該地所採用的時區為UTC-6，即北美中部時區（CST）。同時該地設有夏令時間，為UTC-6調快一小時，即UTC-5（CDT）。